# Phyto angustifrons
Phyto angustifrons är en tvåvingeart som först beskrevs av Camillo Rondani 1856.  Phyto angustifrons ingår i släktet Phyto och familjen gråsuggeflugor. Inga underarter finns listade i Catalogue of Life.